# Kasachische Straßen-Radmeisterschaft

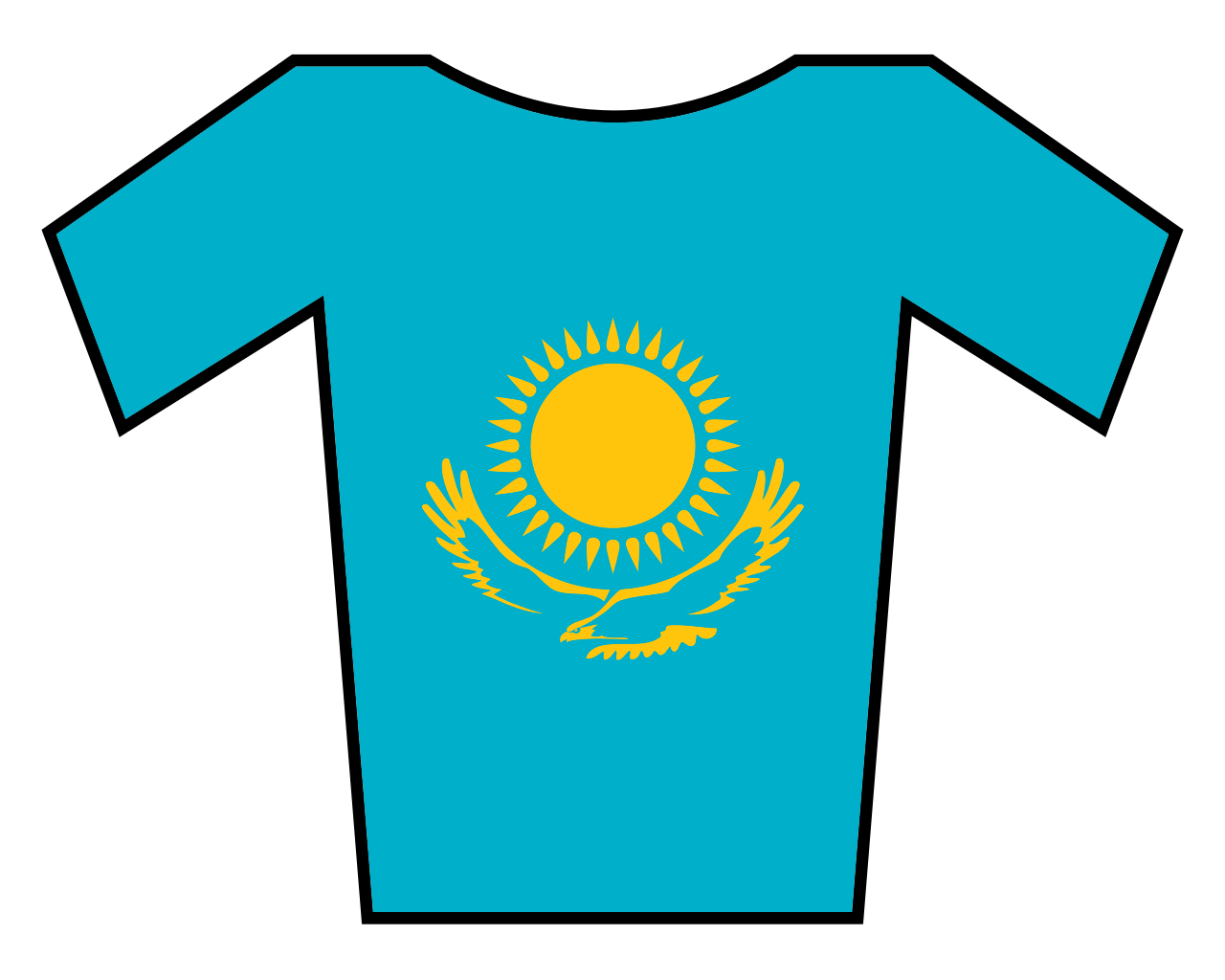
Kasachisches Meistertrikot

Die Kasachischen Straßen-Radmeisterschaften finden jährlich mit dem Ziel statt, jeweils den besten kasachischen Straßenfahrer und den besten Einzelzeitfahrer zu küren.

## Kasachische Straßenmeister (seit 1997)
| Jahr | Meister               | 2. Platz               | 3. Platz             |
| 1997 | Sergei Jakowlew       | Dmitri Fofonow         | Alexander Nadobenko  |
| 1998 | Sergei Belussow       | Wleri Titow            | Konstantin Kusnezow  |
| 1999 | Andrei Teterjuk       | Dmitri Murawjew        | Pawel Newdach        |
| 2000 | Sergei Jakowlew       | Andrei Misurow         | Andrei Teterjuk      |
| 2001 | Andrei Misurow        | Sergei Jakowlew        | Wleri Titow          |
| 2002 | Dmitri Murawjow       | Pawel Newdach          | Kairat Baigudinow    |
| 2003 | Pawel Newdach         | Wadim Gorbatschewski   | Walentin Iglinski    |
| 2004 | Andrei Misurow        | Andrei Kaschetschkin   | Maxim Iglinski       |
| 2005 | Alexander Winokurow   | Andrei Misurow         | Andrei Kaschetschkin |
| 2006 | Andrei Kaschetschkin  | Alexander Winokurow    | Maxim Iglinski       |
| 2007 | Maxim Iglinski        | Andrei Misurow         | Walentin Iglinski    |
| 2008 | Assan Basajew         | Sergei Renew           | Maxim Gurow          |
| 2009 | Dmitri Fofonow        | Maxim Gurow            | Dmitri Grusdew       |
| 2010 | Maxim Gurow           | Assan Basajew          | Wladislaw Gorbunow   |
| 2011 | Andrei Misurow        | Alexander Schuschemoin | Ruslan Tleubajew     |
| 2012 | Assan Basajew         | Alexei Luzenko         | Abdraimzhan Ishanov  |
| 2013 | Alexander Djatschenko | Sergei Renew           | Tilegen Maidos       |
| 2014 | Ilja Dawidenok        | Alexander Schuschemoin | Nurbolat Kulimbetow  |
| 2015 | Oleg Zemljakow        | Dmitri Lukjanow        | Stepan Astafjew      |
| 2016 | Arman Kamyschew       | Alexander Schuschemoin | Matwei Nikitin       |
| 2017 | Artjom Sacharow       | Alisher Zhumakan       | Grigoriy Shtein      |
| 2018 | Alexei Luzenko        | Nikita Stalnow         | Artjom Sacharow      |
| 2019 | Alexei Luzenko        | Dmitri Grusdew         | Anton Kusmin         |

## Kasachische Zeitfahrmeister (seit 2000)
| Jahr | Meister               | 2. Platz              | 3. Platz              |
| 2000 | Dmitri Fofonow        | Sergei Jakowlew       | Andrei Misurow        |
| 2001 | Wadim Krawtschenko    | Sergei Drewjanow      | Pawel Newdach         |
| 2002 | Andrei Misurow        | Dmitri Murawjew       | Pawel Newdach         |
| 2003 | Dmitri Murawjew       | Sergei Lawrenenko     | Juri Juda             |
| 2004 | Pawel Newdach         | Andrei Misurow        | Juri Juda             |
| 2005 | Dmitri Murawjew       | Maxim Iglinski        | Maxim Gurow           |
| 2006 | Maxim Iglinski        | Dmitri Murawjew       | Juri Juda             |
| 2007 | Alexander Djatschenko | Dmitri Grusdew        | Andrei Misurow        |
| 2008 | Andrei Misurow        | Andrei Seiz           | Roman Kirejew         |
| 2009 | Andrei Misurow        | Roman Kirejew         | Andrei Seiz           |
| 2010 | Andrei Misurow        | Roman Kirejew         | Daniil Fominych       |
| 2011 | Dmitri Grusdew        | Andrei Misurow        | Alexander Djatschenko |
| 2012 | Dmitri Grusdew        | Alexei Luzenko        | Daniil Fominych       |
| 2013 | Andrei Misurow        | Alexander Djatschenko | Daniil Fominych       |
| 2014 | Daniil Fominych       | Oleg Zemljakow        | Dmitriy Rive          |
| 2015 | Alexei Luzenko        | Daniil Fominych       | Schandos Bischigitow  |
| 2016 | Dmitri Grusdew        | Schandos Bischigitow  | Nikita Stalnow        |
| 2017 | Schandos Bischigitow  | Nikita Stalnow        | Artjom Sacharow       |
| 2018 | Daniil Fominych       | Igor Chzhan           | Andrei Seiz           |
| 2019 | Alexei Luzenko        | Dmitri Grusdew        | Daniil Fominych       |
| 2020 | nicht ausgetragen     |                       |                       |
| 2021 | Daniil Fominych       | Jewgeni Fedorow       | Juri Natarow          |
| 2022 | Juri Natarow          | Igor Tschschan        | Anton Kusmin          |
| 2023 | Alexei Luzenko        | Dmitri Grusdew        | Anton Kusmin          |
| 2024 | Dmitri Grusdew        | Igor Tschschan        | Gleb Brussenski       |